# Aschera

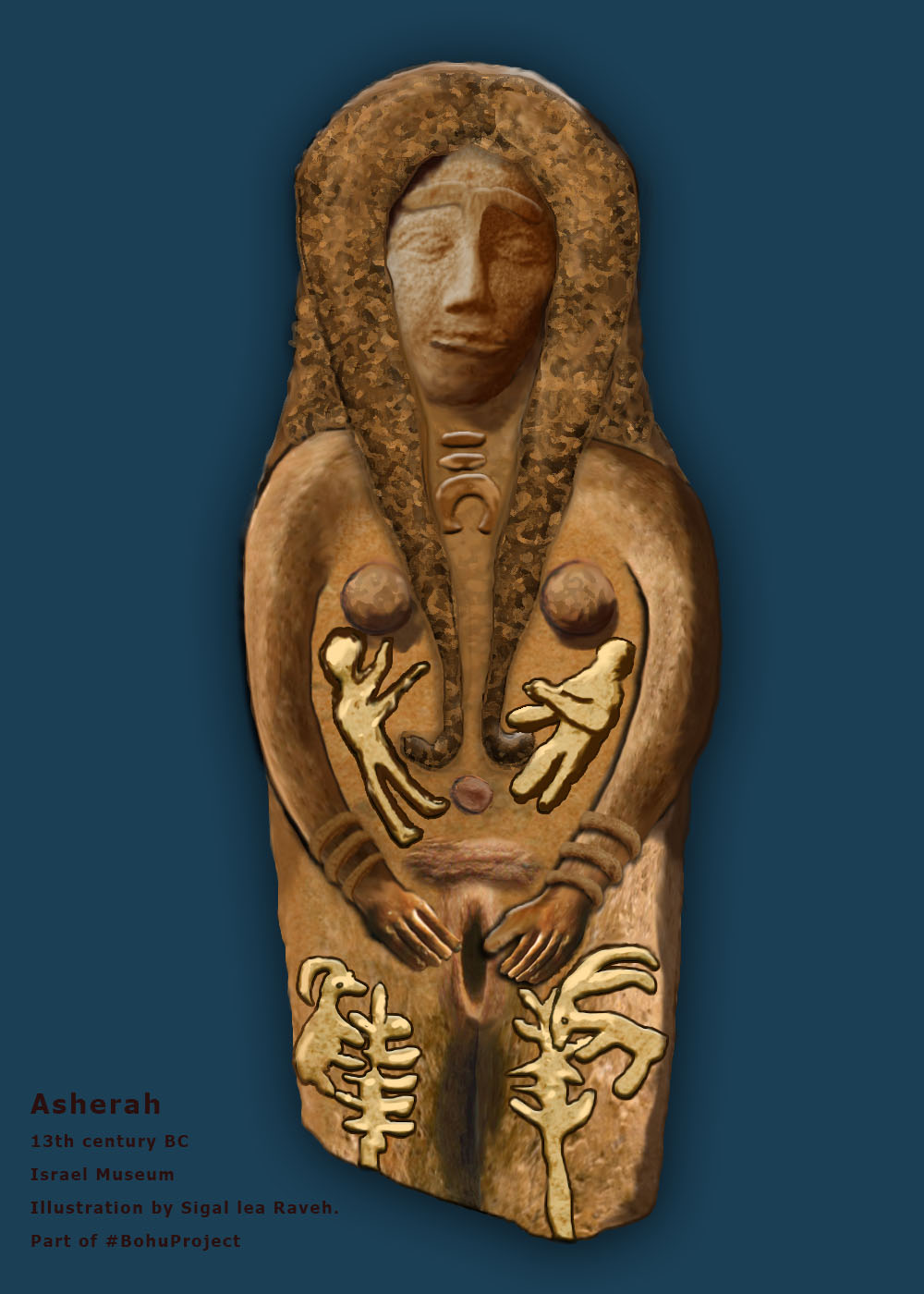
Ašéra, Figur aus dem 13. Jh. v. Chr. auf einem Plakat des Israel-Museums, Jerusalem

Aschera (auch Ascherah, Ašerā) ist eine syrisch-kanaanäische Meeresgöttin.

## Name
Ihr Name (ugaritisch aṯrt, wohl als Aṯirat zu vokalisieren, althebräisch Ašerā) leitet sich nach Albright und anderen vom semitischen aṯr ‚(heiliger) Ort‘ ab. Verehrt wurde sie unter anderem in Form eines Kultpfahls.

## Geschichte
Die Göttin ist bereits aus den Ebla-Texten belegt, spielte hier anscheinend aber keine wichtige Rolle. Wie Day herausstellt, wurde keiner dieser Texte bisher publiziert. Day und Hadley wollen, der ugaritischen Götterliste folgend, die Göttin Ašratum altbabylonischer Texte mit Ašerā gleichsetzen. In einem Brief von Guli-Adad an Rewassa, den Herrscher von Taanach bei Megiddo, bittet Guli-Adad diesen um einen Wahrsager der dA-si-rat, der ihm dringend Vorzeichen deuten soll. Der Brief stammt aus dem 15. Jahrhundert v. Chr. Ein amurritischer König namens Abdi-Aširta („Diener der Asirat“) schrieb zwei Amarna-Briefe.

### Ugarit
Die ugaritische ʿAṯiraṯ, Gattin des Schöpfergottes El, wird oft mit der biblischen Aschera gleichgesetzt.
Nach dem Keret-Epos hatte Aṯirat auch Tempel in Sidon und Tyros.

### Punier
In Karthago wurde Aschera weiter verehrt, aber in Popularität durch Tanit verdrängt. Eine Inschrift aus Sarepta, tnt ašrt, könnte die Gleichsetzung beider Gottheiten belegen.

### Ägypten
Aschera wurde ikonographisch mit der Göttin des Qudschu-Typs (qdš) identifiziert. Diese hält in ihren abgewinkelten Armen Schlangen und Papyrus- oder Lotosblüten als Symbole der Fruchtbarkeit. Ihr schulterlanges Haar erinnert an die Locken der ägyptischen Hathor. Sie wird auf einem Tier stehend dargestellt, häufig einem Löwen, gelegentlich einem Pferd. Allerdings hat sich die Identifikation von Aschera und Qudschu als nicht haltbar erwiesen.

## Aschera in der Bibel und in Israel
Der Begriff „Aschera“ kommt etwa 40 Mal in der Bibel vor, als Name der Göttin und als Bezeichnung für ihren Kultpfahl.
In Ri 6,25  ist nachzulesen, wie der Engel des Herrn dem Gideon befiehlt, die Aschera seines Vaters Joasch umzuhauen und dem lebendigen Gott JHWH einen neuen Altar zu bauen. Erst anschließend wird Gideon von JHWH aufgerufen, das Volk Israel von der Last der Midianiter zu befreien.
1 Kön 15,13  erwähnt, dass Königinmutter Maacha der Aschera ein Standbild errichtet hat. Auch König Manasse (2 Kön 21,7 ) stellte ein Kultbild der Aschera auf. 400 Propheten Ascheras aßen vom Tisch Isebels (1 Kön 18,19 ). König Joschija entfernte aus dem Tempel (2 Kön 23,4 ) Gegenstände, „die für den Baal, Aschera und das ganze Heer des Himmels angefertigt worden waren.“
In Jeremia 17  leitet JHWHs Prophet Jeremia die Worte JHWHs an das Volk Israel weiter. JHWH ist verärgert über die Anbetung Ascheras und kündigt deswegen dem Volk Krieg, Zerstörung und Exil an.

„Volk von Juda, eure Sünde ist tief in euer Herz und auf die Ecken eurer Altäre geschrieben. Unauslöschlich ist sie eingraviert, wie von einem Eisengriffel mit einer Spitze aus Diamant. Selbst eure Kinder denken schon an die Opferaltäre und an die Pfähle, die der Göttin Aschera geweiht sind. Unter den dicht belaubten Bäumen, auf den Hügeln und auf den Bergen – überall habt ihr sie aufgestellt. Darum gebe ich euren Besitz und eure Schätze den Feinden zur Plünderung preis, ebenso all eure Opferstätten, denn im ganzen Land habt ihr dort gegen mich gesündigt.  Ich hatte euch dieses Land für immer geschenkt; doch ihr werdet es wieder verlieren, und daran seid ihr selbst schuld! In einem Land, das ihr nicht kennt, werdet ihr euren Feinden dienen müssen.“

2 Kön 23  beschreibt die Beseitigung des Ascherakultes.
Archäologische Funde lassen vermuten, dass Aschera von Israeliten als Ehefrau von JHWH verehrt wurde. So fand sich in der Karawanenstation Kuntillet 'Adschrud ein Vorratskrug (Krug A) aus dem 8. bis 7. Jahrhundert v. Chr. mit folgender Inschrift: 

„… Ich habe Euch gesegnet durch JHWH und seine Aschera.

Amaryo sprach zu seinem Herrn: …

Ich habe dich gesegnet durch JHWH und seine Aschera.

Er möge dich segnen,

und er möge dich behüten,
 
und er möge sein mit meinem Herrn.“

Auf einer Wand in Chirbet el Kom (nahe Hebron) fand sich folgende Inschrift:

„Uriyahu, der Reiche, hat dies geschrieben:

Ein Gesegneter ist Uriyahu durch JHWH -

aus seinen Bedrängnissen hat er ihn durch Aschera gerettet.

Durch Onyahu.“

In einer aramäischen Inschrift wird sie als Göttin von Teman bezeichnet. Dies ist interessant, weil es in Hab 3,3  heißt: „Gott kommt von Teman her.“ Folgt man Jer 49,7.20 , so ist mit Teman die gleichnamige Stadt in Edom gemeint.
Bis heute hat man neben etwa 1000 weiblichen Tonfiguren auch Inschriften in Gräbern und Privathäusern aus der Zeit zwischen dem 8. und 6. Jh. v. Chr. gefunden, in denen neben JHWH auch Aschera verehrt wird. Im Nord- und im Südreich hatte JHWH daher vermutlich eine göttliche Partnerin, und es ist wahrscheinlich, dass die Bildnisse dieser beiden Götter sogar – bis zu seiner Zerstörung durch Nebukadnezar – gemeinsam im Jerusalemer Tempel standen. Erst in der Zeit des babylonischen Exils reduziert sich die Anbetung des Volkes Israel wieder auf den einen Gott: JHWH. Die Israeliten führen ihr Leid – den Krieg, die Zerstörung Jerusalems und des Tempels und ihr Exil – auf ihre Untreue gegenüber JHWH zurück. Dementsprechend besinnen sie sich auf ihren ursprünglichen Gott und seine 10 Gebote, (Ex 20 ) (bzw.  2. Mose,20). Die Gebote enthalten das Verbot der bildlichen Darstellung Gottes sowie das Verbot der Verehrung anderer Götter wie Aschera. Erst die Heimkehrer aus Babylon bringen diesen Monotheismus und das strenge Bilderverbot aus Babylon mit zurück nach Jerusalem, das 70 n. Chr. zerstört wurde.

## Rezeption
Der Asteroid (214) Aschera ist nach Aschera benannt.
Im Science-Fiction-Roman Snow Crash von Neal Stephenson ist Aschera für ein Meta-Virus verantwortlich, das in Sumer die Menschen wieder zurück in geistlose Lebewesen, die ferngesteuert mittels Me funktionieren, verwandelt. Ihr Gegenspieler ist der sumerische Gott En-Ki, bei Neal Stephenson ein Neurolinguistik-Hacker. Moderne Zungenrede wird dort mit einem wiedererweckten „Kult der Aschera“ assoziiert.
Des Weiteren erschien 2002 der Roman Maria Magdalena von Margaret George, in dem die junge Maria aus Magdala am Wegesrand ein Götzenbild findet und heimlich aufbewahrt. Im Laufe ihres Lebens gibt sich diese Gottheit als Aschera zu erkennen, spricht zu ihr, schenkt der scheinbar unfruchtbaren Maria ein Kind, verlangt ihre Treue und treibt Maria fast in den Wahnsinn.